# 泉佐野市立新池中学校
泉佐野市立新池中学校（いずみさのしりつ しんいけ ちゅうがっこう）は、大阪府泉佐野市にある公立中学校。

## 概要
1976年に従来の泉佐野市立中学校3校を再編（泉佐野市立第一・第二・第三→泉佐野市立佐野・新池・第三）した際に、旧泉佐野市立第二中学校の校区の一部と従来の泉佐野市立第三中学校の校区の一部を統合して開校した。泉佐野市の中心部を校区としている。
学校名称は、学校敷地が「新池」という名称の池を埋め立てて造成されたことに由来している。

## 沿革
- 1976年 - 開校。

### 通学区域
- 泉佐野市立佐野台小学校、泉佐野市立中央小学校の校区全域。
- 泉佐野市立日新小学校、泉佐野市立第二小学校の校区のそれぞれ一部。

## 交通
- 阪和線 熊取駅 南西へ約1.2km。
- 南海本線・南海空港線 泉佐野駅 南東へ約2.4km。